# BMW Open 2005
BMW Open 2005 — тенісний турнір, що проходив на ґрунтових кортах у місті Мюнхен, Німеччина з 25 квітня. Належав до категорії ATP International Series.

## Фінальна частина

### Одиночний розряд
Давід Налбандян —  Андрей Павел 6–4, 6–1

### Парний розряд
Маріо Анчич /  Юліан Ноул —  Флоріан Маєр (тенісист) /  Александер Васке 6–3, 1–6, 6–3